# 2987 Sarabhai
2987 Sarabhai је астероид главног астероидног појаса. Пречник астероида је 17,97 ,
а средња удаљеност астероида од Сунца износи 2,886 астрономских јединица (АЈ).
Инклинација (нагиб) орбите у односу на раван еклиптике је 1,018 степени, а орбитални период износи 1791,023 дана (4,903 године). Ексцентрицитет орбите астероида износи 0,064.
Апсолутна магнитуда астероида износи 12,10 а геометријски албедо 0,079.
Астероид је откривен 24. септембра 1960. године.